# دوري كرة القدم الغربي 1998–99
دوري كرة القدم الغربي 1998–99 (بالإنجليزية: 1998–99 Western Football League)‏ هو موسم من دوري كرة القدم الغربي ‏. فاز فيه نادي تاونتون تاون ‏.